# Philip Kipyegon Singoei
Philip Kipyegon Singoei (* 31. Dezember 1975) ist ein kenianischer Marathonläufer.
1999 wurde er Sechster beim CPC Loop Den Haag. Einem zehnten Platz beim Rotterdam-Marathon 2004 folgte ein zweiter Platz beim Eindhoven-Marathon 2004. 2005 wurde er erneut Zweiter in Eindhoven, zeitgleich mit dem Sieger Boniface Usisivu.
2006 wurde er Siebter beim Paris-Marathon und siegte in Eindhoven. 2007 verteidigte er seinen Titel in Eindhoven, und 2008 wurde er Zehnter beim Rom-Marathon.

## Persönliche Bestzeiten
- 10-km-Straßenlauf: 27:56 min, 10. Juni 2000, Groesbeek
- Halbmarathon: 1:01:20 h, 27. März 1999, Den Haag
- Marathon: 2:07:57 h, 14. Oktober 2007, Eindhoven